# Андрейченко Андрій Миколайович
Андрі́й Микола́йович Андре́йченко — майор Збройних сил України.
Станом на березень 2017-го — старший офіцер, Національна гвардія України, проживає у Києві.

## Нагороди
15 липня 2014 року — за особисту мужність і героїзм, виявлені у захисті державного суверенітету та територіальної цілісності України, вірність військовій присязі під час російсько-української війни, відзначений — нагороджений орденом «За мужність» III ступеня.